# Nagy ámbráscet
A nagy ámbráscet vagy óriás ámbráscet (Physeter macrocephalus), régies magyar nevén fizéter, busaszöktető az emlősök (Mammalia) osztályának a cetek (Cetacea) rendjébe, ezen belül a fogascetek (Odontoceti) alrendjébe, ezen belül az ámbráscetfélék (Physeteridae) családjába tartozó faj.
Nemének a típusfaja és az egyetlen élő képviselője.
Az állat 20,7 méterével a legnagyobb a fogascetek között. A nagy ámbráscet hímjét bikának, nőstényét tehénnek, kicsinyét pedig borjúnak is nevezik.

## Előfordulása
A nagy ámbráscet a világ összes óceánjában megtalálható. A két nem elterjedése részben különböző: csak a kifejlett bikák hatolnak az északi és déli szélesség 45. fokán túl; a nőstények és fiatal hímek nem hagyják el a mérsékelt övi és trópusi vizeket. Állományát 1987-ben csaknem 1 millióra becsülték, így a legelterjedtebb nagy testű cet.
Az európai partok közül leginkább Északnyugat-Spanyolországban, Portugáliában, valamint az Azori-szigeteknél lehet megfigyelni. A Földközi-tengerbe is beúszik, sőt, még adriai előfordulását is bizonyították. Erősen vándorló természete miatt azonban elterjedéséről még nem sikerült pontos képet kapnunk.

## Megjelenése

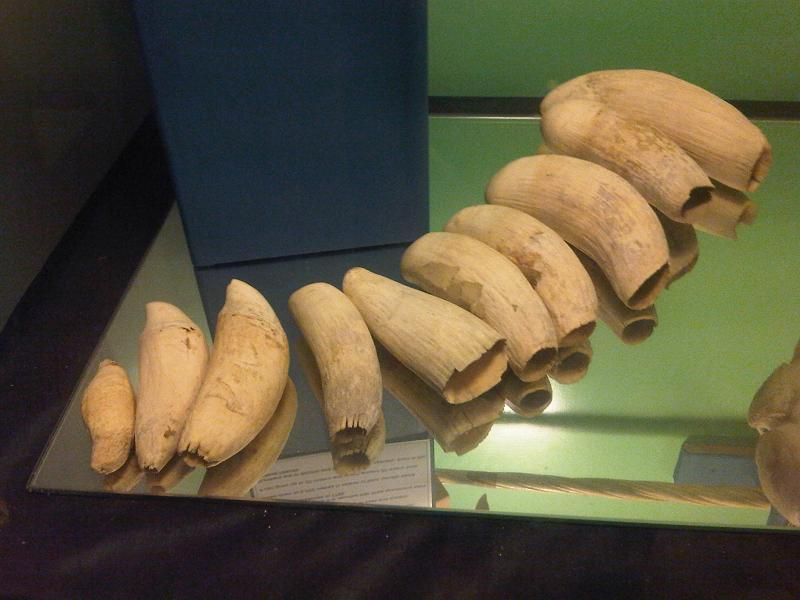
Az állat fogai

Az állat hossza a hímnél átlagosan 16 méter, a nősténynél átlagosan 11 méter, a hím testtömege átlagosan 45 tonna, a nőstényé átlagosan 15 tonna. A legnagyobb ismert hím 20,7 méter hosszú volt és 80 tonna tömegű lehetett. Beszámoltak már 24 métert megközelítő, elérő vagy meghaladó példányokról is, de ezeknek a beszámolóknak a hitelessége kérdéses. Hatalmas, majdnem derékszögben metszett fejéről ismerhető fel, amely egészen rendkívüli külsőt kölcsönöz neki. Kilégzéskor 2-5 méteres párafelhőt lövell oldalra és előre, erről akkor is egyértelműen meghatározható, ha maga az állat nem is emelkedik ki eléggé a vízből. Szemben a felső állcsonttal, az alsó keskeny és karcsú, és a felső csúcsáig sem ér el. Minden állkapocsfélben 20-30 közötti, többnyire 25 kúpos fog ül. Hátúszója nincs, de a háton a farok felé több púp áll ki, amelyek közül a legelülső a legnagyobb. Farokúszója óriási, 4 méternél is szélesebb lehet, és rendkívüli bukási teljesítményekre képesíti az állatot. A mellúszók ellenben kicsik, a teljes testhossznak körülbelül az 1/12 részét teszik ki, míg egyedül a fej az 1/3-át. A vízből felbukva mindig a legelső púp éri el először a felszínt. Ekkor annyira emeli ki fejét a nagy ámbráscet, hogy légzőnyílása (amelybe mindkét orrlyuk befut) kibukkanjon, és ezután 1-3 másodpercen át, 45 fokos szögben gőzfelhőt lövell ki, amely akár 5 méter hosszú is lehet. Majd nyugodtan pihen a felszínen, többnyire tíz percig. A bálnazsír vagy „spermacetolaj” (spermaceti) valószínűleg a halak úszóhólyagjához hasonló szerepet tölt be. Amikor az állat nagy mélységbe készül merülni, hideg víz kerül a spermaceti-szervbe, amitől a viaszszerű anyag megszilárdul, így fajlagos sűrűsége megnő. Amikor elérte a kívánt mélységet (ez akár 2250 méter is lehet), a tárolt oxigén felhasználásával a bálnazsír „kiolvad”, így már csak az úszás erői tartják az állatot a mélyben.

## Életmódja

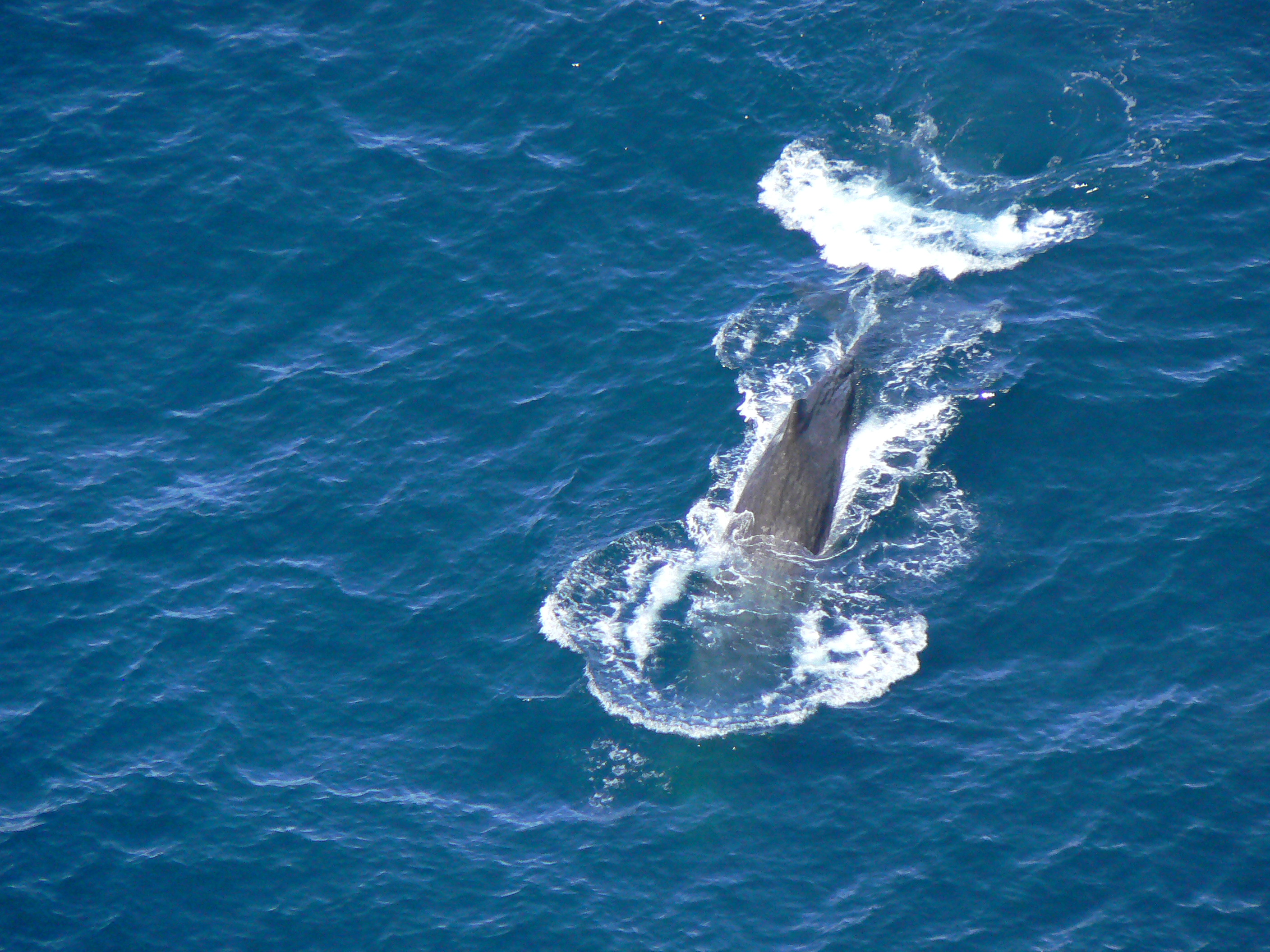
Merülő ámbráscet

A nagy ámbráscetek rendszerint nagycsaládokban élnek, amelyek több borjas nőstényből és az őket többé-kevésbé határozottan vezető hímből állnak. A bikák háremszerűen tartják a teheneket, főként a párzási időszakban, amelynek időpontja helyenként erősen eltérhet. Heves küzdelmeket is folytatnak a nőstényekért. A nagy ámbráscetek rendkívül érzékeny, víz alatti hanglokátorrendszerük segítségével sok kilométeres körzetben tájékozódnak, és tartják a kapcsolatot. A mély tengerek sötétjében fő zsákmányaikat, a nagy méretű kalmárokat is eme érzékszervükkel kutatják fel.
Táplálékát 5–600 méter mélységből szerzi, de akár 2250 méter mélységig is lemerülhet, ahol másfél órát is tartózkodhat, azonban általában csak 20–50 percre merül le. Egy mélyebb merülést rendszerint kisebbek követnek, ilyenkor csak néhány percre tűnik el az ámbráscet. Tápláléka fejlábúakból és halakból áll. A vonuló nagy ámbráscetek 5–17 km/h sebességgel úsznak, de meneküléskor 20 km/h fölé is gyorsulhatnak. Akár 80 évig is élhet.

## Szaporodása
A hím 18–20 évesen válik ivaréretté (testhossza körülbelül 12 méteres kell, hogy legyen), a nőstény már 8-9 méteresen ivarérett. A hím minden évben párzik, de a nőstény csak 4–6 évente. Párzásukat hosszú szerelmi játék előzi meg. A vemhesség 14–16 hónapig tart, ennek végén 1, ritkán 2 borjú jön a világra, 4 méteresen, 1000 kg testtömeggel. A borjú 3,5 évig szopik. Teje nagyon zsíros, víztartalma csak 50%.

## Érdekességek
Amikor egy nagy ámbráscet bajban van, a többiek köréje gyűlnek és fenntartják, nehogy megfulladjon.
Az állatok gyomrában eddig talált legnagyobb lábasfejű 186 kilogrammos volt és 10 méteres fogókarjai voltak. Nem csoda hát, hogy a régi cetvadászok között erősen kiszínezett rémtörténetek kaptak szárnyra a nagy ámbráscetek és az óriástintahalak közötti küzdelmekről.
A nagy ámbráscet 160 méter hosszú belében (amely jelenlegi ismereteink szerint a ma élő állatok között a leghosszabb) kiválasztódott, majd kihányt vagy a végbélen keresztül kiürített ámbrát korábban gyógyító csodaszernek használták. A mázsás súlyú tömbökben képződő, viaszhoz hasonló szürke, néha feketés, rendkívül erős és jó illatú anyagot – úgynevezett ámbrát, vagy szürke borostyánt – a bélfal védelmére választják ki. Értéke nagyjából megegyezik az aranyéval, (kilója 35 000 font) és parfümkészítésre is használják.

## Rokon fajok
A nagy ámbráscet legközelebbi rokonai a mai állatok között, a kis ámbráscet (Kogia breviceps) és a törpe ámbráscet (Kogia sima).